# 气旋哈利
特强热带气旋哈利（英語：Very Intense Tropical Cyclone Hary）于2002年3月5日由季风槽发展形成，是2001－2002年西南印度洋热带气旋季最强烈的热带气旋。风暴起初总体向西移动并逐渐增强，并在3月7日由于外界环境有利而迅速强化，发展出风眼和层次分明的外流。达到第一波最高强度后，气旋转朝西南方向的马达加斯加前进，在此期间因眼墙置换短暂减弱。3月10日，哈利再度强化，在马达加斯加以东近海达到风速每小时220公里的最高强度，成为2000年后西南印度洋的第一场特强热带气旋。
达到最高强度后，哈利因与陆地相互影响而减弱，并从安塔拉哈东南方向吹袭马达加斯加。在陆地上空转向南下后，气旋很快重回大海。该国共有3人丧生，其中1人触电身亡。岛上有4座桥梁被毁，还有局部地区遭受严重的农作物损失。但考虑到风暴的强度，这样的破坏程度尚属轻微。短暂袭击马达加斯加后，哈利加速向东南前进，其环流的东部边缘从留尼汪上空经过。岛上山区降雨量高达1344毫米，但与海岸沿线地区相比还是少得多。降水引发洪灾，夺走了1人的生命，还有2万人失去供电。3月13日，哈利转变成温带气旋，但仍然是强烈的中纬度风暴，之后还继续存在了数天之久。

## 气象历史
2002年3月上旬，南印度洋的热带天气活动很少，只有迪戈加西亚岛的季风槽沿线存在对流区或雷暴活动。3月4日，系统中发展出广阔且细长的低气压区，但由于受到中等强度风切变的影响而无法得到显著发展。次日，环流结构已有改善，系统在连续数日基本没有移动后因受东南方向高压脊的影响而开始稳步向西南偏西方向移动。3月5日，法国气象局将系统归类为热带扰动，之后又归类为第十一号热带低气压。协调世界时3月6日凌晨0点，联合台风警报中心开始针对第18号热带气旋发布公告，法国气象局也在6小时后将系统升级为中等强度热带风暴哈利。
成为热带风暴后，哈利位于反气旋后方，所处海域风切变很少。气旋总体向西移动，对流逐渐把中心包裹起来，并发展成中心密集云区。3月7日，风暴中有不规则的风眼形成，系统的组织结构进一步改善。这天联合台风警报中心发布的公告中称，哈利的1分钟持续风速达到每小时120公里，相当于飓风强度的最低标准。风暴这时已经发展出良好的外流，并且正处于爆发性增强期。3月8日清晨，法国气象局将哈利升级成热带气旋，风暴变得非常紧凑，烈风强度风场仅从中心向外延伸75公里。3月8日晚，由于所处位置正好在高压脊的西北边缘，哈利转向西南朝马达加斯加东北海岸逼近。气旋的10分钟持续风速达到每小时205公里，然后因眼牆置換而略有减弱，风眼变得模糊不清，之后由更大的外围风眼墙取代。据法国气象局记载，哈利在新的风眼形成后再度强化，于3月10日清晨成为特强热带气旋，10分钟持续风速达到每小时220公里的最大值，成为继2000年的气旋哈达以来西南印度洋的首场特强热带气旋，也是2001－2002年西南印度洋热带气旋季最强烈的风暴。联合台风警报中心估计这时哈利达到的最高强度为1分钟持续风速每小时260公里。
哈利达到最高强度时位于距马达加斯加东海岸约70公里的近海，气旋在朝陆地逼近期间逐渐转向南下，只是转向幅度不足以避免风暴登陆。3月10日中午12点左右，哈利从安塔拉哈东南方向约55公里处上岸，风速比最高强度略低。气旋登陆前有可能进入又一轮眼墙置换周期，导致风眼迅速变得模糊，与陆地之间的相互作用也令风暴进一步减弱。到了3月10日晚，法国气象局将哈利降级至热带气旋强度范围，这时系统位于布拉哈岛以东约50公里洋面，风力时速约160公里。接下来，由于受到逐渐逼近的低压槽影响，外界环境中的风切变有所增加，哈利略朝东南偏南转向。气旋停止减弱，然后又开始发展出风眼。3月12日清晨，风暴从法国的留尼汪以东约350公里海域经过，联合台风警报中心估计其1分钟持续风速约为每小时185公里。这天晚上，由于风切变增多、水温降低，气旋再度减弱，云层结构开始瓦解。环流从对流中完全暴露出来后，法国气象局估计哈利于3月13日中午12点左右转变成温带气旋。风暴继续保持总体向西南方向前进的趋势，其环流规模出现大幅扩张。7月17日，哈利的残留从印度洋中南部的阿姆斯特丹岛西南方向约250公里洋面经过，并在这一期间再次增强。系统从南纬40度线以南掠过，并且仍然是西风带中的强劲风暴。

## 影响
3月7日，气旋哈利从阿加莱加群岛以南约100公里海域经过，但由于其规模很小，因此群岛上的风速仅为每小时37公里。
3月9日，哈利在马达加斯加东北方向近海增强的同时，安齐拉纳纳省官员宣布该省进入警戒状态。次日，风暴以特强热带气旋强度掠过该省东部，估计其最大风速达每小时220公里。气旋从布拉哈岛以东近海经过期间，岛上阵风时速约为83公里，不过系统这时正在减弱。马达加斯加东部普降暴雨，24小时降雨量最高的图阿马西纳达到243毫米。通讯上的不便使该地区遭受的破坏情况未能及时向外界传达。考虑到气旋的较高强度，哈利造成的总体破坏程度很轻，可谓远小于预期。费努阿里武-阿齐纳纳纳和安塔拉哈区各有两座桥梁被毁。更南部的图阿马西纳有多条电话线路因狂风中断，切断了通讯。哈利沿途有大量粮食作物受损，还有一座医院被毁，一人因触电身亡，整个马达加斯加共有3人丧生。
虽然风暴中心经过的洋面距留尼汪还比较远，但该岛还是因风暴产生的暴雨引发严重洪灾。气旋还位于马达加斯加上空时就已开始对留尼汪产生影响，大规模环流通过山岳推力将潮湿的空气带到该岛，产生倾盆大雨。拉普兰德帕尔米斯特（La Plaine-des-Palmistes）的12小时降雨量达134毫米，贝伯格（Bébourg）在风暴期间的降雨量高达1344毫米，是哈利产生降水最多的所在。高海拔地区和海岸沿线的降水较多，圣菲利普（Saint-Philippe）的降雨量达到372毫米。降水导致圣但尼附近的河流暴涨并引发洪灾，一人因试图渡河而溺亡。岛上有多条道路被洪水冲毁，切断了锡拉奥与附近地区的交通。最高时速达173公里的狂风导致约2万居民失去供电。哈利经过期间还给岛上带去了5米高的大浪。留尼汪两个月前受到气旋迪娜的重创，这时仍未恢复，幸好哈利造成的破坏程度较轻。风暴还给附近的毛里求斯带去降水，但该国没有受到严重影响。